# Belagerung von Rouen (1562)

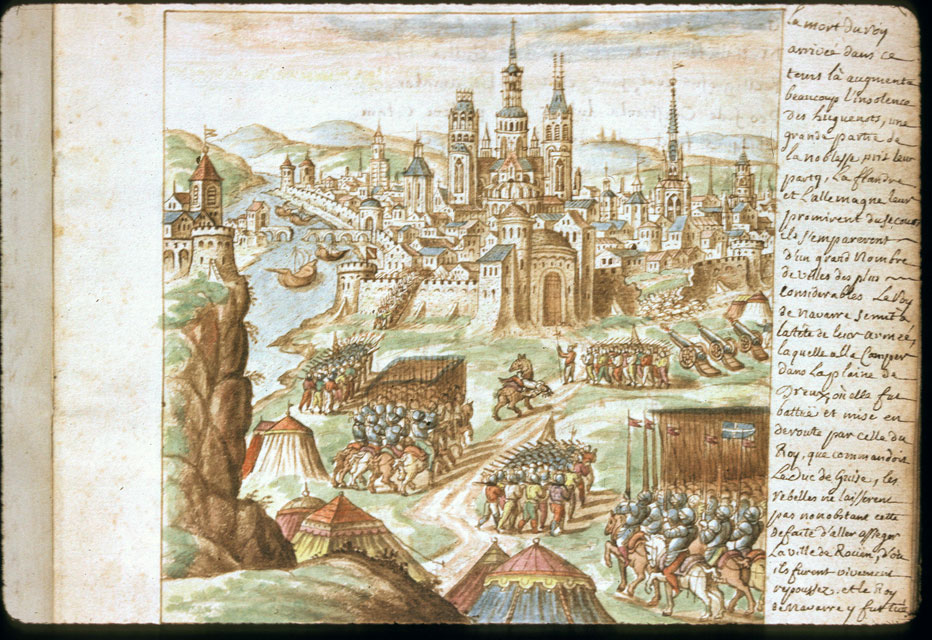
Belagerung von Rouen, Anonym, 1577

Die Belagerung von Rouen vom	28. Mai bis 26. Oktober 1562 war eine der wichtigsten militärischen Auseinandersetzungen während der ersten Hugenottenkriege. Nachdem sie am 16. April von den Gegnern der Krone eingenommen worden war, brachte die Belagerung, die am 28. Mai begann und am 26. Oktober ihren Höhepunkt erreichte, die wichtige Stadt Rouen wieder unter die Kontrolle der Krone. Der Fall von Rouen sollte die Bühne für die Hauptschlacht des Krieges bei Dreux einige Monate später bereiten.
Die Befehlshaber auf Seiten der Krone waren Claude de Lorraine, Herzog von Aumale, Antoine de Bourbon, Herzog von Vendôme und François de Lorraine, Herzog von Guise; sie kommandierten im ersten Abschnitt der Belagerung 3000 Mann, im zweiten Abschnitt 30.000, wobei die Größenordnung ihre Verluste nicht bekannt ist.
Die Befehlshaber auf Seiten der Rebellen waren der Seigneur de Morvillier und Gabriel de Lorges, Graf von Montgomery; ihnen unterstand die Garnison von Rouen aus 4000 Mann, die im zweiten Abschnitt der Belagerung von 500 Engländern verstärkt wurde; von ihnen wurde bei der Plünderung der Stadt mindestens 1000 getötet.

## Hintergrund

### Rouen in den 1560er Jahren

#### Die Stadt und ihre Religionsgemeinschaften
Zur Zeit der Belagerung war Rouen eine der bedeutendsten Städte Frankreichs, die sowohl ein Handelszentrum in ihrer Funktion als Hafenstadt als auch eine Verwaltungshauptstadt mit einem Parlement darstellte. Der Protestantismus war in den 1520er Jahren als unstrukturierte Bewegung in die Stadt gekommen und nahm mit der Einladung eines calvinistischen Predigers in die Gemeinde im Jahr 1557 eine kohäsive Form an. Bis 1562 hatte die Gemeinde eine Stärke von 15.000 Mitgliedern erreicht, was sie zu einer bedeutenden Minderheit in der Stadt machte, insbesondere unter den Handwerkern.
Das Erstarken des Calvinismus in der Stadt führte zu einer reaktiven Veränderung in der katholischen Bevölkerung der Stadt. 1561 wurde in Rouen die Bruderschaft des Heiligen Sakraments gegründet, um die Transsubstantiation gegen die ideologischen Angriffe zu verteidigen, denen sie zunehmend ausgesetzt war. Die ultrakatholische Fraktion der Guise, die in der gesamten Normandie immer mehr Einfluss gewann, konnte in der Stadt auch auf mehrere Verbündete zählen, darunter den Präsidenten des Parlements Louis Pétremol, den Procurer Général Jean Péricard und den Bailli Villebon d’Estouteville. Dieser Einfluss wurde jedoch durch den calvinistischen Gouverneur der Normandie, den Herzog von Boullion, ausgeglichen.
Das Parlement von Rouen und die Elite im Allgemeinen wurden von gemäßigten Katholiken dominiert, so dass das Parlement von Rouen nach dem Erlass des Edikts von Saint-Germain im Januar 1562, das eine begrenzte Duldung der protestantischen Religion vorsah, dieses als erstes ratifizierte, während das Pariser Parlement sich bis März weigerte. In der Zwischenzeit war der Rat der 24, der wichtigste Regierungsapparat der Stadt, selbst gespalten, und seine sieben gewählten Conselliers-Échevins teilten sich in vier Calvinisten und drei Katholiken auf.

#### Religiöser Konflikt
Seit der Affaire des Placards unter Franz I. war der Protestantismus in Frankreich einer organisierten Verfolgung ausgesetzt, die sich unter Heinrich II. und Franz II. fortsetzte, doch nach dem frühen Tod von Franz II. bot die Regentschaft von Caterina de’ Medici für ihren jungen Sohn Karl IX. eine neue Politik der begrenzten Toleranz. Häufige Ketzerprozesse prägten das Leben in Rouen in den 1530er bis 1550er Jahren, und der erste Prediger der entstehenden Gemeinde war gezwungen, nach einem Verbannungsbefehl im Jahr 1546 aus dem Königreich zu fliehen. Angesichts eines Hinrichtungsbefehls des Parlaments für jeden verhafteten calvinistischen Geistlichen und der Beschlagnahmung des Besitzes von Personen, die eine Versammlung abhielten, zogen es viele Konvertiten vor 1559 vor, nach Genf zu fliehen.
Diejenigen Konvertiten, die blieben, waren jedoch nicht untätig, und ab 1535 wurden sporadische Akte des Bildersturms und der Verteilung von Aushängen verzeichnet. Illegale Versammlungen für Gottesdienste wurden ebenfalls fortgesetzt, und um 1560 waren sie selbstbewusst genug, um sich öffentlich zu versammeln und Psalmen zu singen. Als der Kardinal Charles de Bourbon die Stadt besuchte, wurde er mit Beleidigungen überhäuft und seine Kanzel wurde verwüstet. 1562 zerstörten die Calvinisten in der Fastenzeit das Portal der Kathedrale, während ein Franziskaner predigte, und drangen dann in das Gebäude ein, um ihn zu beleidigen. Da weiterhin Hinrichtungen wegen Ketzerei stattfanden, organisierten die Calvinisten 1560 mehrere Gefängnisausbrüche für ihre Genossen und holten 1561 sogar einen ihrer Anhänger vom Scheiterhaufen herunter, obwohl die Stadt versuchte, die Hinrichtungsstätte an einen sichereren Ort zu verlegen.

### Wassy und der Beginn des Bürgerkriegs

#### Nationale Ereignisse
In diesem Kontext religiöser Spannungen in Rouen führten nationale Ereignisse zu offener Gewalt. Am 1. März 1562 verübte der Herzog von Guise, auf dem Weg von seinen Gütern in Joinville nach Paris ein Massaker an hugenottischen Gläubigen in der Stadt Wassy. Dabei ignorierte er die Aufforderung der Regentin Caterina, an den Hof zu kommen und sich zu erklären, und begab sich stattdessen nach Paris, wo ihm für seine Taten ein Heldenempfang bereitet wurde. Aus Furcht vor möglicher Gewalt durch die Anwesenheit sowohl des Herzogs von Guise als auch seines calvinistischen Feindes, des Fürsten von Condé, befahl Caterina beiden, die Stadt zu verlassen, aber nur Condé gehorchte. Der Herzog von Guise und seine Verbündeten vom Triumvirat, die sich vor seinem Einzug in Paris am 12. März getroffen hatten, machten sich dann auf den Weg nach Fontainebleau, wo sie sich des Königs und der Regentin bemächtigten. Obwohl Caterina, die sich der Verwundbarkeit ihrer Position bewusst war, Condé zuvor gebeten hatte, sie zu verteidigen, machte er sich stattdessen auf den Weg nach Orléans, wo er die Stadt am 2. April einnahm und am 8. April ein Manifest für seinen Aufstand veröffentlichte. Die von Condé verfolgte Strategie bestand darin, ein Netz strategisch wichtiger Städte zu erobern und auf diese Weise eine günstige Regelung zu erzwingen. Zu diesem Zweck wurden die Hugenotten in den Zentren Frankreichs ermutigt, die Kontrolle über ihre Städte zu übernehmen, wobei in den folgenden Monaten unter anderem Tours, Blois, Montpellier und Rouen an die Aufständischen fielen.

#### Lokale Ereignisse
Die Nachricht vom Massaker von Wassy und den anschließenden Maßnahmen des Herzogs von Guise erreichte Rouen schnell und löste unter den Hugenotten der Stadt ein Klima der Angst und des Kampfes aus: In Verbindung mit dem Ereignis des vorangegangenen Septembers, bei dem Pierre Quitard aus Bourges in Rouen hingerichtet wurde, weil er eine Liste der 400 führenden Hugenotten der Stadt besaß, befürchtete man, dass dies ein ähnliches Massaker in Rouen vorwegnahm. In den hugenottischen Kreisen kursierten Briefe, in denen vor der Notwendigkeit gewarnt wurde, die anderen Kirchen notfalls mit Waffen zu unterstützen, und bewaffnete Wachen begannen, die örtlichen Versammlungen zu schützen.
Die nahe gelegene Stadt Dieppe fiel am 22. März einem hugenottischen Staatsstreich zum Opfer, und mit dem Ausbruch der offiziellen Feindseligkeiten im April erhielt Claude de Lorraine, Herzog von Aumale, als Generalleutnant zusammen mit seinem Stellvertreter Matignon besondere Befugnisse in der Normandie. Dies verärgerte den Gouverneur der Normandie, den Herzog von Bouillon, der sich zwar nicht mit Condé verbündete, aber dennoch versuchte, seine lokale Autorität zu behaupten, indem er Matignon in Cherbourg belagerte und ihn damit überraschte.[10] In den Monaten April und Mai fielen viele der städtischen Zentren der Normandie an die Gegner der Krone, darunter Le Havre, Vire und Rouen.

## Die Belagerung

### Präludium

#### Der Zwischenfall der Hauptleute
Am 7. April drangen zwei katholische Hauptleute, Nicolas le Gras und Nicolas Maze, im Auftrag des Triumvirats in Rouen ein und begannen, in den Straßen nach Rekruten zu trommeln, die für die Krone gegen Condé kämpfen sollten. Aus Angst, dass die aufgestellten Truppen gegen sie eingesetzt werden könnten, stürzten sich die Hugenotten der Stadt auf sie, töteten le Gras und verwundeten Maze, dem es gelang, aus der Stadt zu entkommen. Die Hugenotten der Stadt rechtfertigten ihr Vorgehen später im April in einer Eingabe an den Herzog von Bouillon mit der Befürchtung, dass die Anwerber als Agenten des Auftraggebers der Guise, des Barons de Clères, agierten.

#### Der Staatsstreich vom 15. April
Im Gefolge dieser gewalttätigen Aktion kehrte der Bailli von Rouen, Guisard Villebon d’Estouteville, am 13. April in die Stadt zurück. Im späteren Bericht der Histoire Ecclesiastique behaupten die Hugenotten, dass er ihre Ausrottung geplant habe und ihre Aktionen dazu dienten, dies zu verhindern, aber es ist bemerkenswert, dass dies während einer Welle von Stadtputschen in ganz Frankreich geschah. In der Nacht des 15. April griffen die Hugenotten in der Stadt an und besetzten zunächst das Kloster der Cölestiner, dann das Rathaus, bevor sie Estouteville in seinem Schloss belagerten. Er musste sich schnell ergeben und aus der Stadt fliehen, so dass die Hugenotten die Kontrolle übernahmen. Die Katholiken von Rouen waren völlig überrascht worden, und schon bald wurde die Macht mit der hugenottischen Kontrolle der Tore und einer protestantisch dominierten Nachtwache gefestigt.
Die aufständische Elite bekannte sich nicht zu Condé, sondern zum König und begründete ihre Rebellion mit der Verhinderung eines neuen Wassy. Die katholischen Mitglieder des Rates der 24 durften ihre Ämter weiter ausüben, das mehrheitlich katholische Parlement tagte weiter und ein Soldat, der den Prior der Cölestiner während des Putsches verletzt hatte, wurde hingerichtet.
Am 19. April traf der Herzog von Bouillon vor der Stadt ein, in der Hoffnung, die Aufständischen zur Vernunft zu bringen, was ihm jedoch nicht gelang. Frustriert ließ er seinen Leutnant Charles de Bacqueville-Martel in der Stadt zurück und reiste ab.

#### Interne Radikalisierung
In der Stadt entwickelte sich schnell eine gespannte Dynamik zwischen den gemäßigten Rebellen und denjenigen, die noch weiter gehen wollten, eine Spaltung, die zum Teil auf den Klassenlinien zwischen den Ältesten und den handwerklichen Konvertiten beruhte. Am 3. und 4. Mai kam es in der Stadt zu einer Welle systematischen Bildersturms: Bewaffnete Protestanten drangen in die Kirchen ein, zerstörten die Altäre, zertrümmerten Ikonen und plünderten Edelmetalle. Die Bilderstürmer drangen auch in die Häuser der katholischen Elite ein, insbesondere in die Häuser der Mitglieder der Guise, und beschlagnahmten alle Waffen, die sie dort fanden.
Die hugenottische Elite distanzierte sich schnell von den Aktionen und schrieb eine förmliche Entschuldigung, in der sie behauptete, es habe sich um einen spontanen Ausbruch gehandelt, der von Kindern angeführt worden sei. In dem Schreiben wurde jedoch auch darauf hingewiesen, dass die Tat den göttlichen Unmut über die Zurschaustellung des Götzendienstes zum Ausdruck bringen sollte, was eine gewisse stillschweigende Billigung darstellte. Weitere Berichte, wonach der Bildersturm in Banden durchgeführt wurde, deuten ebenfalls auf eine gewisse Organisation hin.
Unabhängig von der Beteiligung der Eliten beauftragte der Rat bald Nicolas de l’Isle a Mantire de la Mornau mit dem Einsammeln, Wiegen und Einschmelzen der geplünderten Goldplatten. Der Gesamtwert belief sich auf 57.934 Livres und sollte zur Deckung der Kosten für die Garnison und die Verteidigung der Stadt verwendet werden, obwohl er nur für einen Monatslohn reichte.
Die Folgen des Bildersturms zeigten sich in den folgenden Tagen, als zunächst führende katholische Kaufleute und Priester die Stadt verließen und dann am 10. Mai das Parlement abreiste und die Stadt für nicht mehr sicher erklärte. Die drei katholischen Conseillers-Échevins hörten auf, dem Rat der 24 beizuwohnen und überließen den Hugenotten bis zu den Wahlen im Juli die totale politische Kontrolle mit einem verkleinerten Rat. Martel, der Vertreter des Herzogs von Bouillon in der Stadt, reiste am 14. Mai als Reaktion auf die vorangegangenen Ereignisse ab und ließ die Stadt ganz ohne einen Vertreter der Krone zurück.

### Die erste Belagerung

#### Ankunft des Herzogs von Aumale
Ab April und nach der Welle des Bildersturms im Mai bemühte sich Caterina um eine Verhandlungslösung mit den Aufständischen von Rouen, indem sie die Wiederzulassung der Beamten der Krone als Gegenleistung für die Milde gegenüber den Aufständischen vorschlug. Dieser Vorschlag stieß bei den katholischen Hardlinern am Hof, von denen Caterinas Macht abhing, und bei den Aufständischen auf Unverständnis, da sie die Rücknahme der kürzlich erteilten Vollmacht des Herzogs von Aumale über die Normandie als Teil eines jeden Abkommens forderten. Der Herzog von Aumale selbst traf am 28. Mai vor den Toren von Rouen ein und forderte die Stadt auf, sich ihm zu unterwerfen, doch die Rebellen weigerten sich. Aumale begann mit der Belagerung der Stadt, doch da er nur über 3000 Mann verfügte und keine Belagerungsgeschütze hatte, war sein Bombardement der Stadt wirkungslos. Nach mehreren Tagen war er gezwungen, sein Lager abzubrechen, als die Garnison der Stadt durch die eintreffenden Truppen des Seigneur de Morvillier verstärkt wurde. Morvillier übernahm die Führung bei der Verteidigung der Stadt.

#### Pattsituation und lokale Kämpfe
Angesichts des Scheiterns der direkten Belagerung und der anhaltenden Abwesenheit des königlichen Hauptheeres änderte Aumale seine Taktik und begann eine Kampagne der Belästigung und versuchte, Vorstöße aus der Stadt zu unterbinden. Da ihm die Mittel für seine Truppen fehlten, beschlagnahmte er Stoffe von Rouener Kaufleuten in Brionne und beauftragte den Élu von Rouen, die Décimis-Steuer für ihn einzutreiben. Er bewaffnete und ermutigte die Bauern in der Umgebung von Rouen und Dieppe in der Hoffnung, dass sie sich gegen eventuelle Angriffe aus Rouen zur Wehr setzen und die Verstärkung behindern würden.
In der Zwischenzeit drangen protestantische Verstärkungen in die Stadt Rouen ein, um sich auf eine erneute Belagerung im Laufe des Jahres vorzubereiten. Die Truppen neigten dazu, die Einwohner der Stadt auszurauben, und plünderten bei ihren Einsätzen in der Umgebung die nahe gelegenen Städte Elbeuf, Caudebec-lès-Elbeuf und Darnétal in ikonoklastischen Plünderungen. Unter diesen Truppen befand sich auch Gabriel de Lorges, Graf von Montgomery, der im August von Condé den Auftrag erhielt, die Verteidigung der Stadt zu leiten und sie damit enger in den größeren Aufstand einzubinden. Durch die hohe Besteuerung seiner Glaubensbrüder in der Stadt machte er sich unbeliebt, und einige forderten die Rückkehr von Martel.

#### Zunehmende Radikalisierung
Am 22. Juli trat das Parlement von Rouen in Louviers wieder zusammen und war nun stärker auf die ultrakatholische Fraktion ausgerichtet, die zuvor in der Minderheit war und über Péricard Verbindungen zu Aumale unterhielt. Es wurden neue Gesetze erlassen, die die Inhaftierung aller Ketzer und im Falle ihres Widerstands gegen die Verhaftung ihre standrechtliche Hinrichtung vorschrieben. Außerdem sollte die Zerstörung von Kircheneigentum mit der Beschlagnahme des gesamten Eigentums bestraft werden. Die Hinrichtung von ansonsten kampflosen Hugenotten veranlasste den königlichen Rat im August zum Eingreifen, indem er Michel de Castelnau schickte, um der seiner Meinung nach übertriebenen Brutalität Einhalt zu gebieten.
Die Behörden von Rouen reagierten darauf, indem sie die verbliebenen führenden Katholiken der Stadt entweder zwangen, zum Protestantismus zu konvertieren, oder sie inhaftierten, wobei das Eigentum der Geflüchteten von der Stadt beschlagnahmt wurde. Die katholischen Gottesdienste in der Stadt waren bereits im Juni eingestellt worden. Bei den Wahlen zum Rat der 24 am 4. Juli wurden die drei vakanten Sitze besetzt, so dass der Rat nun vollständig aus Hugenotten bestand.

#### Appelle an die Engländer
Als die königliche Armee begann, sich nach Norden zu bewegen, um die Loire zu räumen, und die katholischen bretonischen Truppen in die Normandie eindrangen, begann die Stadt darüber nachzudenken, das Ausland um Hilfe zu bitten. Am 15. August machten sich ein Abgeordneter der Stadt und der Vidame de Chartres auf den Weg nach England, um Elisabeths Unterstützung zu erbitten, und einige Wochen später, nachdem Bourges an die königliche Armee gefallen war, wurde ein dringender Appell an sie geschickt. Am 20. September wurde schließlich der Vertrag von Hampton Court zwischen dem Fürsten von Condé und Elisabeth geschlossen, in dem Le Havre den Engländern im Gegenzug für eine 6000 Mann starke Hilfstruppe für die Städte Rouen und Dieppe angeboten wurde. Da man sich zunächst auf die Sicherung von Le Havre konzentrierte, trafen erst am 4. Oktober die ersten 200 Soldaten in Rouen ein; zu diesem Zeitpunkt war die Stadt bereits belagert, und es sollten nur noch 300 weitere eintreffen, so dass die Stadt kurz vor dem Fall stand. Obwohl mehr beabsichtigt war, war eines der sechs Schiffe, mit denen die Engländer die Truppen flussaufwärts nach Rouen transportierten, auf eine Sandbank gestoßen und wurde schnell von Charles de Montmorency-Damville abgefangen.
Mehrere protestantische Honoratioren von Rouen liefen aus Verärgerung über den Vertrag zur Krone über und verließen die Stadt im September, darunter auch Morvillier, der das Kommando über die Verteidigung der Stadt an den kürzlich eingetroffenen Montgomery abtrat.

### Die zweite Belagerung

#### Ankunft der königlichen Armee
Nach der erfolgreichen Unterwerfung von Bourges Anfang September beschloss die königliche Armee, Orléans zu umgehen und eine zweite Belagerung von Rouen zu beginnen, da sie den kürzlich unterzeichneten Vertrag mit Elisabeth kannte und eventuelle englische Verstärkungen davon abhalten wollte, die Stadt zu erreichen. Als sie am 28. September vor der Stadt ankamen, begannen sie mit 30.000 Mann unter Antoine de Bourbon, Herzog von Vendôme, eine umfassende Belagerung. Außerhalb der Stadtmauern wurde die Stadt hauptsächlich durch das Fort Sainte-Catherine verteidigt, das den Zugang von Südosten her beherrschte und die Stadt überblickte.

#### Der Tod Navarras
Am 13. Oktober wurde Navarra bei der Inspektion der Belagerungsgräben durch einen Musketenschuss in die Schulter tödlich verwundet. Obwohl er von dem berühmten Chirurgen Ambroise Paré behandelt wurde, konnte er nicht mehr gerettet werden und starb am 17. November an seiner Verwundung. Es wurde berichtet, dass er die letzte Ölung nach lutherischem Brauch nahm, und so begleiteten Gerüchte über seine religiöse Unorthodoxie, obwohl er für die Krone kämpfte, sein Ableben. Mit seinem Tod ging die Leitung der Belagerungsbemühungen auf den Herzog von Guise über.

#### Fall von Fort Sainte-Catherine
Kurz nach der Verwundung Navarras fiel die Zitadelle von Saint-Catherine in die Hände der Belagerer, so dass es nur noch eine Frage der Zeit war, bis die Stadt selbst kapitulierte. Die Erstürmung der Festung war hart umkämpft und dauerte sieben Stunden, wobei Montgomery jedem Deserteur mit der Hinrichtung drohte. Zu diesem Zeitpunkt begab sich Caterina, die sich über die Proteste des Herzogs von Guise und von Anne de Montmorency lustig machte, zur Festung, um sich mit den beiden Hauptleuten zu beraten und die Stadt zu besichtigen. Aus Sorge um die potenzielle Macht, die sich im Falle eines vollständigen Sieges in den Händen von Guise konzentrieren würde, und in dem Wunsch, dass die reiche Stadt Rouen ein unversehrtes Erbe für ihren Sohn bleiben sollte, bemühte sich Caterina weiterhin um ein ausgehandeltes Ende der Belagerung. Während die Kaufleute und Bürger der Stadt ein solches Angebot gerne annahmen, lehnte der Militärkommandant Montgomery, unterstützt von den Handwerkern der Stadt und den Flüchtlingen aus der Normandie, ihren Vorstoß ab. Sie machten stattdessen ein Gegenangebot, das unter anderem vorsah, dass alle protestantischen Geistlichen in der Stadt bleiben durften, was für die Belagerer nicht akzeptabel war.

#### Sturmangriff und Plünderung
Am 21. Oktober, eine Woche nach seinem Amtsantritt, ordnete der Herzog von Guise einen umfassenden Angriff auf die Stadtmauern an. Nach fünf Tagen wurde am 26. Oktober eine Bresche geschlagen, wobei Minen und Sprengladungen ein Loch in die Mauer rissen, das groß genug war, damit ein Pferd hindurchreiten konnte. Der Herzog, der ebenso wie Caterina eine Plünderung vermeiden wollte, versprach allen anwesenden Truppen den doppelten Sold unter der Bedingung, dass sie diszipliniert blieben. Aus Angst vor dem, was kommen würde, flohen einige der Stadtoberhäupter in der Dunkelheit der Nacht oder auf Booten die Seine hinunter. In den folgenden drei Tagen wurde die Stadt von den Soldaten massakriert und geplündert, wobei sowohl hugenottische Häuser als auch katholische Kirchen geplündert wurden. Der spanische Botschafter Chantonnay schätzte, dass bei der Plünderung tausend Menschen starben.[56] Einige der Überlebenden gingen bis nach Paris, um ihr Hab und Gut zurückzukaufen, das die Soldaten verpfändet hatten.

## Nachwirkungen

### Das Ende des ersten Krieges
Nach dem Fall von Rouen stellt nur noch die Schlüsselstadt Orléans eine Bedrohung für Paris und die königliche Sache dar. Die königliche Armee, die Condé zahlenmäßig überlegen war, konnte eine Verbindung zwischen seinen Truppen und den deutschen Söldnern, die von François de Coligny-d’Andelot nach Frankreich gebracht worden waren, nicht verhindern, wohl aber seinen Marsch auf Paris, so dass er sich stattdessen nach Norden wandte, in der Hoffnung, sich mit den Engländern zu verbinden, die über die Mittel verfügten, die er dringend für die Bezahlung seiner Truppen brauchte. Als er nach Norden in die Normandie marschierte, wurde er abgefangen und zur Schlacht bei Dreux gezwungen, die ein entscheidender Sieg der Krone wurde und die Rebellen zum Rückzug in die Stadt Orléans zwang. Nachdem er Montmorency als Gefangenen und ihr andere Anführer Jacques d’Albon, Seigneur de Saint André, bei Dreux gefallen war, war Guise nun alleiniger militärischer Befehlshaber der Krone und strebte trotz Caterinas Wunsch nach einer Verhandlungslösung eine Entscheidung mit einem Sieg bei Orléans an. Guise begann eine Belagerung und brachte sie fast zum Abschluss, bevor er kurz vor dem endgültigen Angriff ermordet wurde, so dass Condé, Montmorency und Caterina den Kompromiss des Edikts von Amboise schließen konnten, der den ersten Religionskrieg beendete.
Nachdem sich die Lage zwischen den Rebellen und der Krone vorläufig geklärt hatte, wurde eine Einheitsfront gebildet, um die Engländer zu vertreiben, die die Städte Le Havre und Dieppe besetzt hatten. Am 28. Juli wurde Le Havre schließlich zurückerobert und die französische Kontrolle wiederhergestellt.

### Anhaltende Feindseligkeiten
Nach dem Fall von Rouen kehrte das Parlement von Louviers in die Stadt zurück und setzte sich wieder ein. Es erklärte die Wahl des Rates vom Juli 24 für ungültig, weil die Katholiken ausgeschlossen worden waren, und setzte eine neue Wahl an, bei der keine Hugenotten mehr in den Rat gewählt werden sollten. Während das Parlement harte Repressalien forderte, drängte Caterina auf eine versöhnliche Haltung: Vier Anführer sollten hingerichtet werden und die Stadt sollte 140.000 Écu zahlen, um die Finanzen der Krone zu stützen. Nachdem die königliche Verwaltung aus der Stadt abgezogen war, gingen die örtlichen Behörden noch weiter: Sie entwaffneten alle Hugenotten in der Stadt und ordneten eine Sondersteuer für Protestanten an, um die Schäden an der Stadtmauer zu beheben. Es wurde eine rein katholische Miliz gebildet, und Mitglieder des Parlements, die ihren hugenottischen Kollegen vorschlugen, in ihr altes Amt zurückzukehren, wurden auf der Straße bedroht.
Trotz der Schäden, die der Gemeinschaft zugefügt wurden, erholten sich die Hugenotten von Rouen schnell und erreichten bis 1564 wieder die Bevölkerungszahl von vor der Belagerung. Allerdings gab es von diesem Zeitpunkt an nur noch wenige neue Konvertiten, und die Gemeinschaft bildete zunehmend eine klar definierte Gruppe mit unterschiedlichen Namensgebungen und sozialen Gewohnheiten. Noch in den 1580er Jahren wurden die Hugenotten für ihren Ikonoklasmus von 1562 mit der Pest in Verbindung gebracht. Das Edikt von Amboise wurde erst nach einer Reihe von gewalttätigen Morden und Auseinandersetzungen im April durchgesetzt, und es kam zu weiteren gewalttätigen Zwischenfällen in der Stadt bis hin zum Massaker an Hugenotten im Jahr 1572, das durch das Massaker der Bartholomäusnacht.